# Березово (Нюксенський район)
Березо́во (рос. Березово) — присілок у складі Нюксенського району Вологодської області, Росія. Входить до складу Нюксенського сільського поселення.

## Населення
Населення — 72 особи (2010; 85 у 2002).
Національний склад (станом на 2002 рік):
- росіяни — 96 %